# Armada española de intervención en Irlanda (1596)
La Armada española de intervención en Irlanda también conocida como la Segunda Armada Invencible o la Armada española de 1596 fue una operación naval que tuvo lugar durante la guerra anglo-española. Otra invasión española a Inglaterra o Irlanda fue intentada en el otoño de 1596 por el rey Felipe II de España. En un intento de venganza por el saqueo inglés de Cádiz en 1596, Felipe II ordenó de inmediato un contraataque con la esperanza de ayudar a los rebeldes irlandeses en la rebelión contra la Corona inglesa. La estrategia fue abrir un nuevo frente en la guerra, forzando a las tropas inglesas a alejarse de Francia y Países Bajos, donde también estaban luchando.
En 1585, el Tratado de Nonsuch había supuesto la entrada de Inglaterra en favor de los protestantes de las Provincias Unidas, rebeldes a Felipe II de España, lo que significó el inicio de una guerra contra España que duraría hasta 1604.
Paralelamente, Inglaterra debió afrontar desde 1594 una rebelión católica conocida como la Guerra de los Nueve Años (1594-1603). Los rebeldes irlandeses pidieron ayuda a Felipe II y el rey español prometió apoyo a los líderes O'Neill y O'Donnell en abril de 1596.

## La nuevaGran Armada

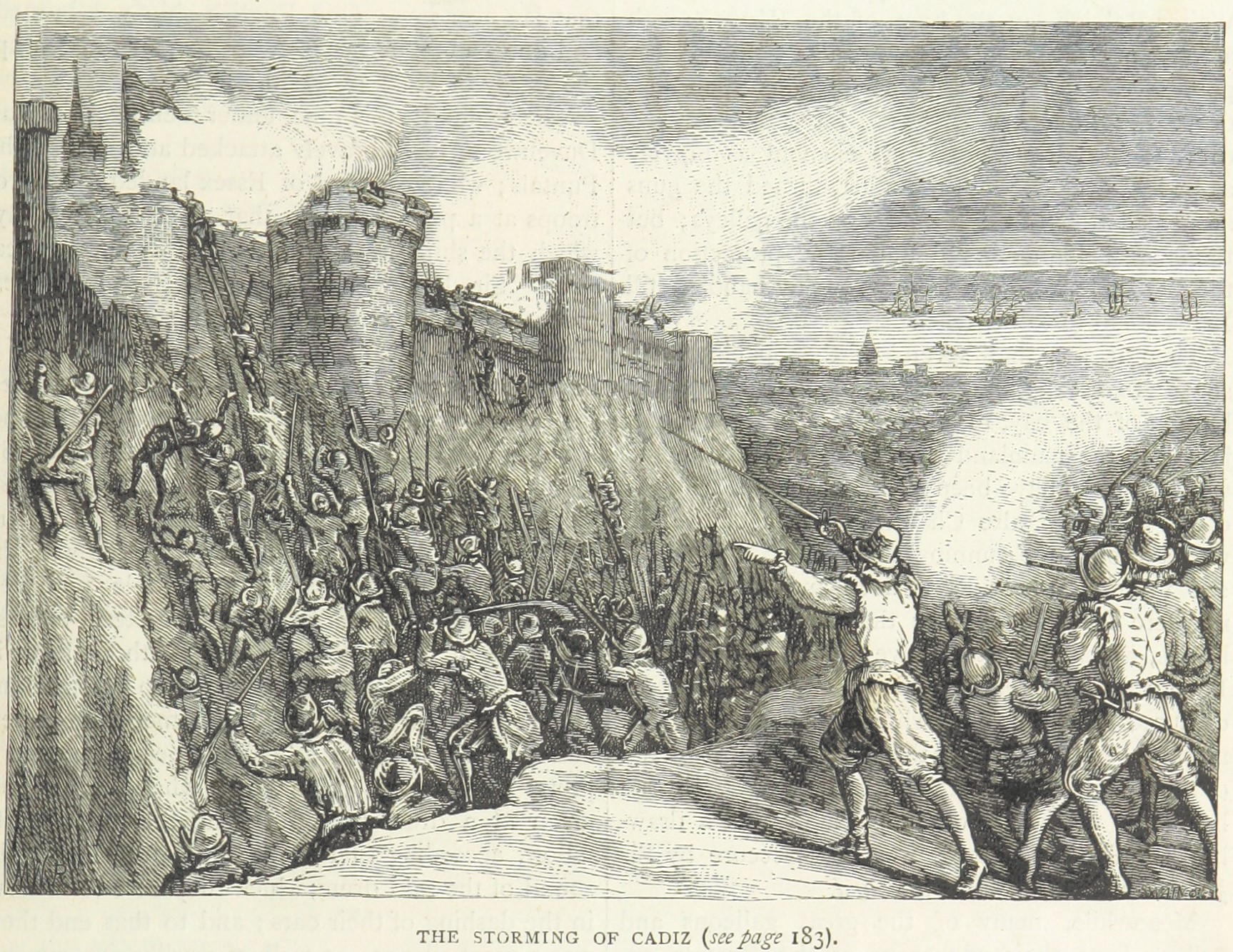
Toma de Cádiz de 1596

La expedición de apoyo a los católicos irlandeses se estaba preparando en Cádiz pero los ingleses estaban advertidos, así que una flota inglesa bajo el almirante Howard atacó Cádiz y destruyó muchos navíos en el puerto. 
Después del saqueo de Cádiz en junio de 1596, el rey Felipe II mandó al adelantado de Castilla, Martín de Padilla Manrique, conde de Santa Gadea, la preparación de una escuadra de 81 embarcaciones en Lisboa, y 16 en Sevilla. Mientras, las misiones diplomáticas enviadas por el rey coordinaban con los irlandeses la asistencia y el desembarco, así como interferían cualquier acuerdo irlandés con la reina Isabel I de Inglaterra.
Finalmente la nueva Gran Armada, se organizó en Lisboa donde se reunieron 15 galeones de Castilla y 9 de Portugal, 53 buques flamencos y alemanes, 6 pinazas, 1 carabela y 10790 hombres. Desde Sevilla se incorporaron 2500 hombres en 30 filibotes mientras en Vigo esperaban 41 buques con 6000 hombres. Pero las órdenes dadas al Adelantado de Castilla fueron contradictorias, por un lado era desembarcar en Irlanda evitando la confrontación con los ingleses en el mar, y por otro lado, siendo ya una época del año fría en Irlanda, posponer la expedición para dirigirse a Bretaña, para tomar Brest, puesto que España estaba apoyando a la Liga Católica en las Guerras de religión de Francia desde 1590, y además era un punto estratégico para el control del Canal de Mancha contra Inglaterra.
La Armada partió de Lisboa en 25 de octubre, pero en Finisterre se encontraron con una tormenta inesperada. Cuarenta embarcaciones entraron en Ferrol, y el 1 de noviembre, le siguió el resto. 30 embarcaciones se perdieron y catorce se hundieron frente a los arrecifes, entre ellas La Capitana de Levante y Santiago el Mayor con 30.000 ducados cada una.

## Repercusiones
El rey Felipe II aún mantuvo correspondencia favorable a los líderes irlandeses. Sin embargo, sus objetivos habían cambiado, y se reorganizó lentamente la Armada en Ferrol para dirigirse a la invasión de Inglaterra, no hacia Irlanda. En julio de 1597 partió una flota inglesa al mando del conde de Essex para destruir la armada española en Ferrol, pero que fue dividida por un temporal saliendo de Plymouth. Cuando un mes después pudo reunirse la flota inglesa fue dispersada por otro temporal y los vientos impidieron el ataque. La flota inglesa se dirigió a las Azores pero fracasó en su intento de apoderarse de la plata de las Indias, el 9 de octubre de 1597 volvió a Inglaterra, el mismo día que la tercera gran Armada española dirigida de nuevo por el Adelantado de Castilla, Martín de Padilla salía de La Coruña rumbo a Bretaña como primer paso para la invasión de Inglaterra.